# Bernd Degen

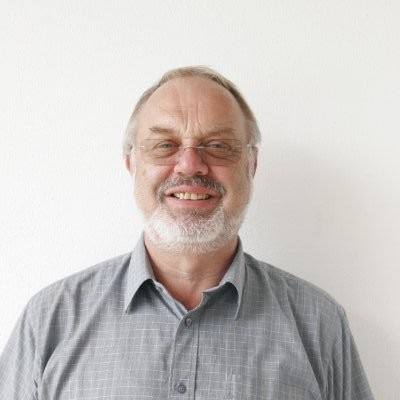
Bernd Degen (2023)

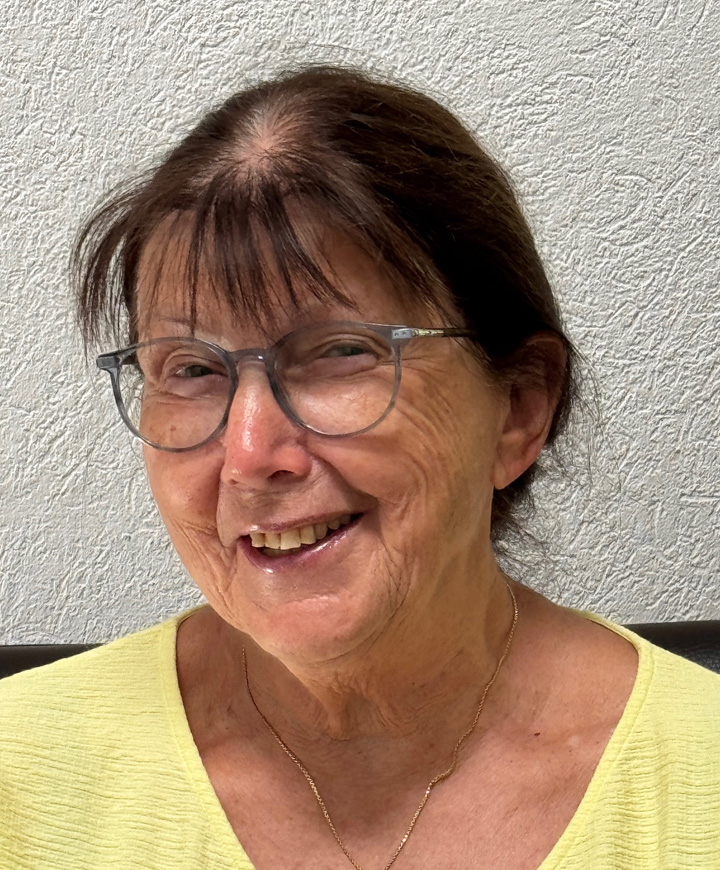
Lore Degen (2024)

Bernd Degen (* 12. Februar 1947 in Wertheim am Main) ist ein deutscher Autor, Herausgeber und internationaler Preisrichter für Diskusfische.

## Leben
1974 zog es Bernd Degen in den Bayerischen Wald, wo er mit der Zucht und dem Import von Diskusfischen begann. Sein erstes Diskusbuch mit dem Titel Das neue Diskusbuch erschien 1984; 1986 dann das ausführlichere Buch Erfolg mit Diskusfischen im neu gegründete bede-Verlag von seiner Ehefrau Lore Degen, die bis 2008 den bede-Verlag zum größten Heimtierbuch Verlag Deutschlands, mit bis zu 600 Titeln, führen konnte und in dem bis heute rund 100 Bücher zu verschiedenen Themen gedruckt und unter seiner Hand erschienen sind; bede ist die Abkürzung für Bernd Degen. 
1987 begann die Herausgabe des Diskusjahrbuchs und seit 2001 des Magazins Discus live. 2008 wurde der bede-Verlag, in Teilen, an den Ulmer Verlag verkauft. Mittlerweile wurden seine aquaristischen Werke in fünfzehn Sprachen übersetzt.
Bis 1992 hat sich Bernd Degen auf die Zucht von Diskusfischen spezialisiert, von denen er zahlreiche Nachzuchten vornehmlich nach Asien verkaufen konnte. Den deutschen Hochzuchtdiskus brachte er nach Japan und Taiwan. Von dort machte der deutsche Hochzuchtdiskus seinen Siegeszug durch ganz Südostasien. Auch in Amazonien war Bernd Degen mehrmals an Expeditionen beteiligt, wo er Diskuswildfänge studierte und mit nach Hause brachte.
Degen fungiert als internationaler Preisrichter für Diskusfische. In fast allen Ländern Südostasiens hielt er zahlreiche Fachvorträge. Bei der in Duisburg zweijährlich durchgeführten Weltmeisterschaft der Diskus bekleidete Bernd Degen das Amt des Präsidenten der Preisrichter.

## Werke (Auswahl)
- 1970: Aquarien-ABC für Anfänger: Ratschläge für die Einrichtung von großen und kleinen Aquarien, sowie Pflege der Fische und Pflanzen, Hanseatic-Verlag, Bremen
- 1970: Herrliche Aquarienfische: leicht zu haltende Zierfische vieler Art, besonders auch für Anfänger geeignet, Hanseatic-Verlag, Bremen
- 1984: Das neue Diskusbuch Erfolgreiche Diskuszucht, Bernd Degen, Kollnburg
- 1986: Erfolg mit Diskusfischen, bede-Verlag, Kollnburg ISBN 978-3980126519
- 1986: Das große deutsche Diskusbuch, bede-Verlag, Kollnburg ISBN 978-3980126502
- seit 1987: Diskusjahrbuch, bede-Verlag, Kollnburg
- 1990: Der Diskus im Gesellschaftsaquarium, 2. Aufl., Tetra, Melle, ISBN 978-3-89356-105-6
- 2010: Das große Diskusbuch, Ulmer, Stuttgart, ISBN 978-3-8001-6971-9 (französische Ausgabe: Le grand livre des discus, LR Presse, Auray, ISBN 978-2-90365-159-6)
- 2011 (mit Jürgen Schmidt): 8000 Aquarienfische, Ulmer, Stuttgart, ISBN 978-3-8001-7645-8
- 2013: Diskusfische: Die Gattung Symphysodon, Natur-und-Tier-Verlag, Münster, ISBN 978-3-86659-222-3

### Magazin
- 2001–2012: Discus live, bede-Verlag, Ruhmannsfelden